# Mazda RX-Vision
 (juillet 2017).
La Mazda RX-Vision est un concept-car de voiture de sport à moteur rotatif (type Wankel) de dernière génération du constructeur automobile japonais Mazda présenté en 2015.

## Présentation
La RX-Vision est présentée au Salon de l'automobile de Tokyo 2015.

## Caractéristiques techniques
Le concept-car utilise la technologie Skyactiv-R, permettant de garantir fiabilité et faible consommation de carburant grâce à une réduction du poids des pièces. La voiture est une propulsion à moteur avant. Au niveau du design, la philosophie KODO (L’âme du mouvement) a été appliquée.

## Prix et récompenses
Le concept Mazda RX-Vision a été élu "Plus beau Concept-car" au Festival International Automobile à Paris, en 2016.